# Первый Никейский собор
Пе́рвый Нике́йский собо́р — собор Церкви, созванный римским императором Константином I; прошёл в 325 году в городе Никее (ныне Изник, Турция) и стал первым Вселенским собором в истории христианства.
На соборе был принят Никейский символ веры, осуждена арианская ересь, определено время празднования христианской церковью Пасхи, выработано двадцать канонов.

## Ход собора

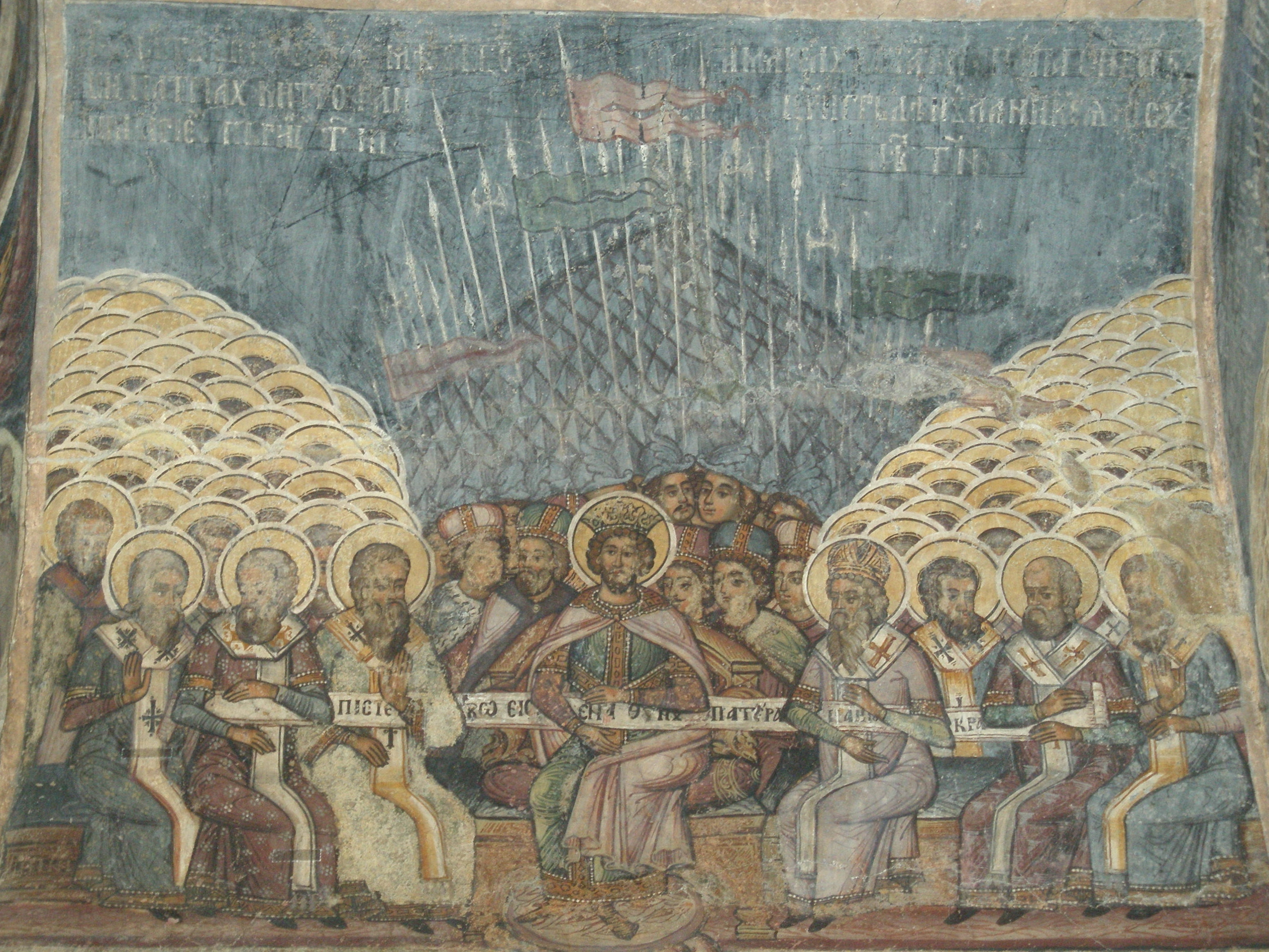
Первый Никейский собор. Фреска, XVIII век. Бухарестский Ставропольский монастырь, Румыния